# Qualea magna
Qualea magna är en tvåhjärtbladig växtart som beskrevs av João Geraldo Kuhlmann. Qualea magna ingår i släktet Qualea och familjen Vochysiaceae. Inga underarter finns listade i Catalogue of Life.